# Рюрик

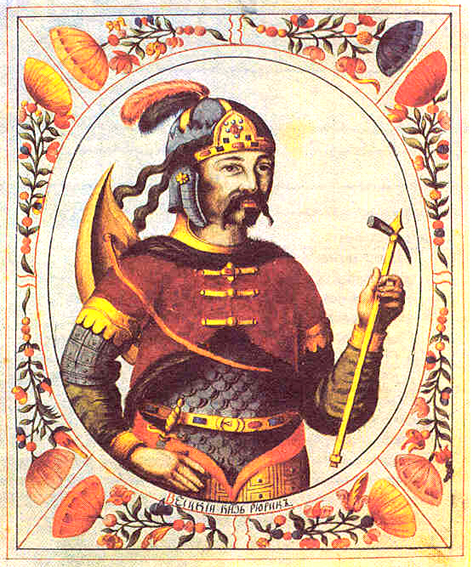
Рюрик (з російського «Царського Титулярника», 1672)

Рю́рик, Рюрик Ладозький (близько 830—879) — легендарний літописний князь-засновник династії Рюриковичів, згідно з «Повістю минулих літ» князь ладозький (862—879), батько київського князя Ігоря. Його іноді ототожнюють з данським конунгом Рориком Ютландським. Проте довести цю тотожність неможливо з огляду на брак джерел. В антинорманській інтерпретації Рюрик — представник ободритського князівського роду, ім'я якого є слов'янським родовим прізвиськом (не особове ім'я), що пов'язане з соколом, який на слов'янських мовах називався також рарогом. Деякі дослідники заперечують історичність існування Рюрика, вважаючи його легендарною особою.
У російській історіографії вважається засновником Новгородського князівства. Часто пізніше його називали новгородським князем, хоча існування Великого Новгорода за його життя археологічно не підтверджується.

## Літописна біографія
Єдиним джерелом, за якими нам відома діяльність Рюрика, є руські літописи: «Повість минулих літ» (ХІІ ст.) та Никонівський літопис (XVI ст.). І Никонівський літопис є неповним, розбавлений пізнішими вставками з візантійських і московських документів, має складну та незв'язну хронологію.
Серед подій IX століття «Повість минулих літ» подає легенду про те, що Рюрика в 862 році закликали на княжіння разом з братами Синеусом і Трувором союз слов'янських та фіно-угорських племен: ільменських словен, кривичів, мері та чуді.

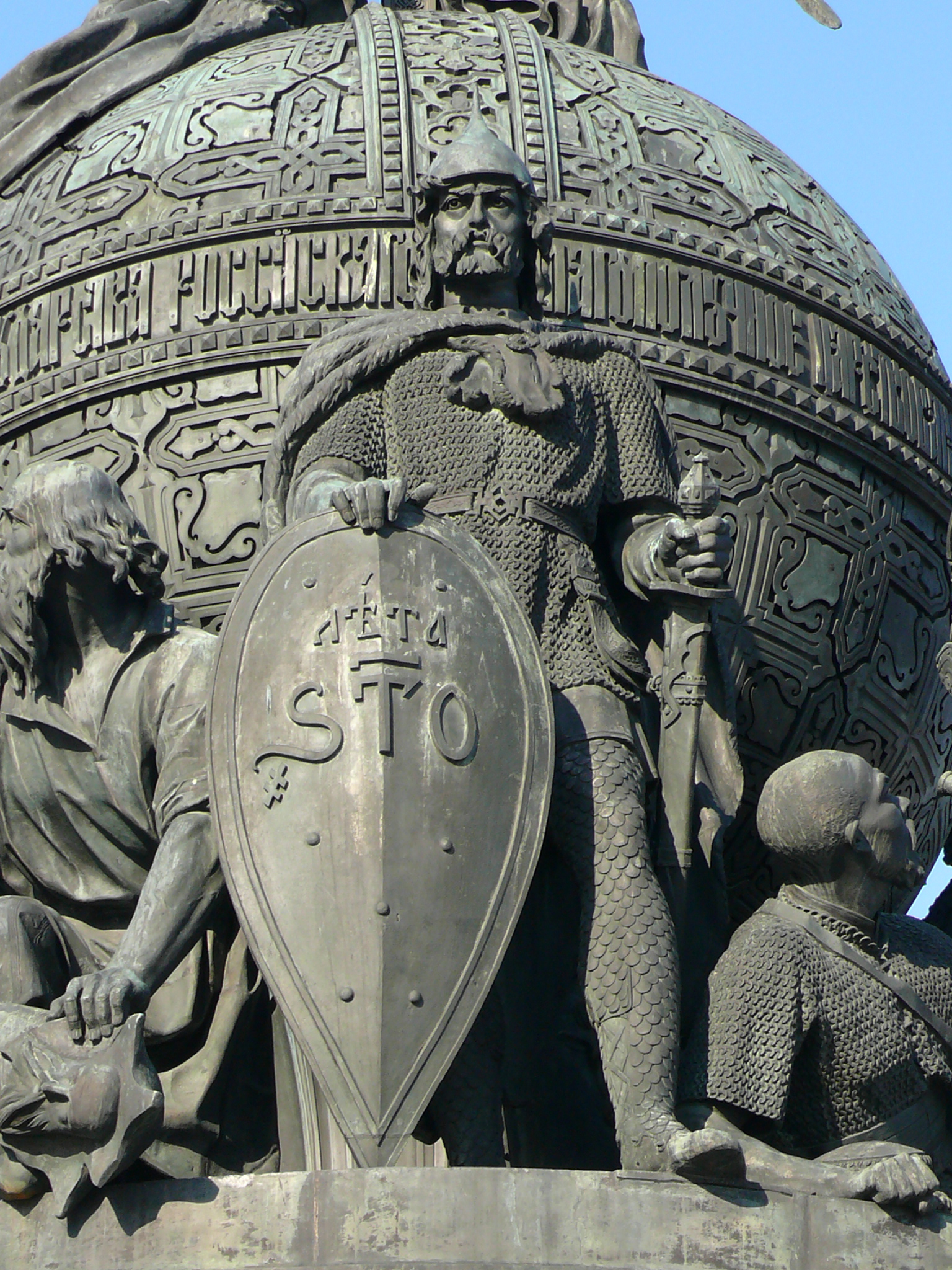
Пам'ятник Рюрикові у Великому Новгороді

Згідно з «Повістю», у 859 році «прийшли з-за моря варяги», й наклали данину на місцеві племена чуді, словен та мерян. За Никонівським літописом це відбулось у 866 році. Ймовірно мається на увазі 6367 рік від створення світу, який по візантійській ері припадає на 859 р. Н. Е., а по антіохійській на 866 рік.
Повість минулих літ відносить зазначені події до одного, 862 року, у той час як Никонівський літопис дає розбивку за роками: з 867 р. до 873 р.
У 862 («Повість минулих літ»") або 867 р. (Никонівський літопис) — місцеві племена перемогли варягів і прогнали їх за море. Серед переможців почалися чвари та усобиці, тож щоб їх припинити, було узгоджено встановити владу єдиного князя. Никонівський літопис пише, що розглядали різні можливості: князь міг бути з одного з місцевих племен або з хозарів (з Хозарського каганату 650—969 рр.), полян, дунайців чи з варягів. Після тривалих суперечок було вирішено поставити князем когось із варягів.
862 або 868 року від варягів прибув запрошений князь на ім'я Рюрик. «Повість минулих літ» також подає деякі подробиці: так, разом із Рюриком прибули два його брати — Синеус і Трувор. Щодо цих імен, популярною є гіпотеза Б. Рибакова, згідно з якою літописець не зрозумів шведського тексту, де повідомлялось, що Рюрик прийшов із «своїм домом» (швед. sine hus, сине-хус) та вірною дружиною (швед. tru varing, тру-вор). Можливо брати — просто данина легенді (у легендах Північної Європи доволі розповсюдженим є сюжет про героя, та двох його братів), або калька з легенди про заснування Києва полянськими князями Києм, Щеком, Хоривом, та їхньою сестрою Либідю.
Втім, цілком ймовірно, що брати справді існували — але їхні імена до часів запису Повісті не збереглися. Також імовірно, що разом із Рюриком прибули просто два підлеглих йому або навіть рівноправних з ним варязьких воєначальники (за літописом, кожен з тих братів мав власне військо), яких пізніше назвали «Рюриковими братами». Достовірних відомостей на користь будь-якого з цих припущень на сьогодні немає. Згідно з Повістю, Рюрик з дружиною сів на княжіння в Ладозі, Синеус — у Білоозері, а Трувор — в Ізборську:
|  | І зібралися три брати з родами своїми, І взяли з собою всю русь, І прийшли найперше до словінів, І поставили город Ладогу, І сів найстарший, Рюрик, в Ладозі, А другий, Синеус,— на Біліозері, А третій, Трувор,— в Ізборську. |

В цей же час Новгородський 4-й літопис говорить про масове переселення населення «від Німців», Рюрика та його братів «з родами своїми»:
|  | …Вибравшись від Німців три брати з родами своїми', і повівши з собою дружину велелюдну. І прийшовши старійшиною Рюрик' сів у Ладозі, а Синеус, брат Рюриків, на Білозері, а Трувор у Ізборську; і почали воювати всюди. Від тих варягів осілих назвалася Русь, І од тих варягів дістала [свою] назву Руська земля Оригінальний текст (церк.-сл.) ...Избрашася от Немецъ три браты с роды своими, и пояша съ собою дроужину многоу. И пришедъ стареишиною Рюрикъ седе в Новегороди, а Синеоусъ, брат Рюриковъ, на Белиозере, а Труворъ вы Изборьсце; и начаша воевати всюды. Отъ техъ Варягъ находницехъ прозвашася Роусь, и отъ техъ словеть Роуская земля; и суть Новгородстии людие и до дняшнего дни отъ рода Варяжеска. |

Далі літопис розповідає про заснування варягами міст Новгорода, Полоцька, Ростова, Мурома та інших, проте ці літописні відомості заперечують новітні археологічні дані, згідно з якими частина цих міст існувала ще до Рюрика, а інша була освоєна після нього. Та й назви їх відповідають мові місцевого населення: вони мають слов'янське або фіно-угорське, але ніяк не скандинавське походження.
Далі у літописі розповідається, як двоє бояр Рюрика, Аскольд та Дір вирушили на південь з місією від Рюрика до Царграду. По дорозі вони дійшли до Києва, де почали князювати самостійно, відокремившись від Рюрика. Це літописна легенда суперечить відомостям про Аскольда та Діра які розміщені в інших джерелах. Зокрема у двох соборних посланнях Константинопольського Патріарха Фотія йдеться про великий похід русів на Константинополь, який відбувся у 860 році та завершився невдало для останніх, через бурю, що розкидала та потопила руські кораблі (лодії). Никонівський літопис оповідає про траур, що був у Києві з приводу великих втрат, що їх зазнало військо. Також Никонівський літопис стверджує, що цього самого року Аскольд та Дір «взяли реванш», одержавши велику перемогу над печенігами. На півночі ж, за тим же Ніконівським літописом, Новгород знову збунтувався проти Рюрика та багато новгородців втекло від нього під захист Києва. Повість розміщує це похід під 866 роком. Більшість дослідників схиляються до думки що цей похід очолювали Аскольд та Дір. Щодо походження Аскольда та Діра існують різні версії. Частина істориків антинорманістів, зокрема М. Грушевський, схилялись до думки що Аскольд та Дір були нащадками Кия. Втім, сучасна історіографія, з огляду на безумовно скандинавські імена князів вважає їх варягами.
У 864 р. або 870 р. за «Повістю врем'яних літ» несподівано та одночасно померли Синеус та Трувор. По їхній смерті Рюрик залишив Ладогу і почав правити у Новгороді.
У 872 році за Никонівським літописом булгари вбили Аскольдового сина. А мешканці Новгорода усвідомили, що стали рабами Рюрика і підняли повстання. Рюрик придушив повстання новгородців та вбив їхнього ватажка, Вадима Хороброго. У 864 р. або 873 р. обидва джерела розповідають, що Рюрик розсаджує своїх людей у містах навколишніх земель: у Полоцьку, в Ростові, у Білоозері, а також у Муромі. Але Ніконівський літопис також розповідає про те, що Аскольд та Дір одразу після цього пішли війною на Полоцьк та завдали полочанам, що підкорилися Рюрику, великої шкоди.
Рюрик помер 879 року. Залишивши після себе малолітнього сина Ігоря, регентом якого став соратник Рюрика, князь Олег. Звичайно, всі дати і події, пов'язані з Рюриком дискусійні й потребують подальшого вивчення. Один з літописів, писаних скорописом XVII ст., який має заголовок «рос. Летописец о великих княжениях и о битвах, како же побеждали князь князя и колько который князь княжил на своем княжении», розповідає ніби Рюрик з Олегом воювали проти Лоп (Лапландія) і Корели (Карелія), і що 879 року Рюрик помер в Корелі.

## Походження Рюрика
Рюрик — один із найважливіших і водночас найсуперечливіших персонажів ранньої історії Русі. Починаючи із середньовіччя, образ Рюрика активно використовувався в історичних та художніх текстах, драматургії, політичній пропаганді і памфлетах. Рюрик — головний персонаж московських генеалогічних легенд ранньомодерного часу. В результаті надзвичайної уваги до образу Рюрика він обріс величезною кількістю псевдоісторичних деталей, що ускладнює задачу дослідження реальної особистості.

### Норманська версія
Детальніші відомості з цієї теми ви можете знайти в статті Норманська теорія.
Уперше науковій критиці літописне повідомлення про Рюрика та призвання варягів піддав на початку XVIII ст. російський історик-орієнталіст Г. Баєр. У низці праць («De Varagis», «De Russorum prima expeditione Constantinopolitana», «Origines russicae» та ін.) Баєр навів додаткові свідчення з візантійських, латинських та східних джерел, що обґрунтовували погляд на русь як скандинавів та Русь як державу, засновану вихідцями із Скандинавії. Розшуки Байєра узагальнив і систематизував інший німецький науковець, який перебував на російській службі — Г. Ф. Міллер у своїй дисертації «Походження народу та імені російського» (1740-ві рр.). Наприкінці XVIII ст. прихильником «норманської теорії» виступав визначний дослідник літописів А. Шлецер.
У ХІХ ст. прихильниками норманської теорії походження Русі були росіяни М. Карамзін, М. Погодін, словак П. Шафарик, словенець Ф. Міклошич та інші.

### Рюрик і Рорик Ютландський
Дослідники проблеми Рюрика завжди намагались ототожнити його з якимось із відомих в західних джерелах ватажків норманів. Єдиною серйозною спробою це зробити стало ототожнення Ф. Крузе літописного Рюрика з данським вікінгом Рориком Ютландським, войовничим «морським конунгом» середини IX ст. Незважаючи на те, що нічого спільного (крім імен, скандинавського походження, часу діяльності і роду занять) Рюрик і Рорик не мали, їхні історії без непереборних суперечностей взаємно доповнювали одна одну. Зникнення Рорика з поля зору західних хронік після 860-х рр. завжди можна було б пояснити відходом Рорика в східну Європу, де він уже став відомий як Рюрик. Між тим, за браком прямих джерельних свідчень (скільки б не було побічних спостережень), ототожнення Рюрика і Рорика так і залишиться тільки зручною гіпотезою.

## Історіографія

### Саги
У циклі так званих «Саґ про давні часи» збереглась оповідь про Ейріка Мандрівника — рідного брата Ейстейна, який за саґами — батько Гальвдана Старого, дід Рюрика.

### Середні віки та Новий час
Польський хроніст Ян Длугош у XV ст. в оповіданнях про Русь спираючись на літописи, вивезені в Польщу, ймовірно за владарювання Казимира ІІІ або Владислава ІІ Ягайла називає Рюрика як «Рурко», «Рурек»[джерело?].
Навколо родоначальника династії Рюриковичів існує багато версій, аж до спроб довести його легендарність.
З 1615 р. шведські королі почали пропаганду ідеї в Європі про шведське походження Рюрика[джерело?]. Німецькі історики та спеціалісти з генеалогії Ф. Хеймніц і Бернхард Латом встановили, що Рюрик жив близько 840 року, був сином ободритського князя Годліба, вбитого данцями в 808 році[джерело?]. Те саме підтвердив і дослідник Йоганн Гюбнер у генеалогічних таблицях (четверте видання у Лейпцигу в 1725 році) вивів династію Рюрика від вендо-ободритських королів[джерело?].

### Радянський союз
На думку І. Я. Фроянова, варязького конунга з дружиною запросили з метою надання військової допомоги. Однак, після завершення військових дій Рюрик скинув словенського князя Вадима Хороброго і захопив владу[джерело?].

## Археологія
Місце поховання Рюрика досі не знайдено попри переповідання й пошуки. Цілком імовірно, що він був похований за стародавнім скандинавським військовим звичаєм — спалений у човні (на будь-якій річці, водоймищі чи в морі).
Щодо зазначеного вище велелюдного переселення на чолі з Рюриком, то антропологи відмічають, що «на території племені полян Київської Русі у X‒XI ст. різко змінився склад населення»[неавторитетне джерело]. Переважаючий раніше довгоголовий антропологічний тип був близький антропологічному типові мешканців землі племені древлян. А літописні поляни мали короткоголові черепи, аналогічні черепам їх сучасників живших на Чернігівщині. Дані антропології також стверджують про те, що древлян потіснили новопоселенці.
Візантійський історик Лев Диякон (950—1000 рр.) писав про те що київський князь Ігор Рюрикович збираючи разом з дружиною данину в древлянській землі був убитий місцевим населенням. Це імовірно, бо Ян Длугош в літописі про Київську Русь стверджував[джерело?], про переселення частини полабських слов'ян до древлян. Адже прийшовши від Варязького моря слов'яни могли бути сприйняті саме як «германці»[джерело?], про що свідчать висновки сучасних археологів[кого?] при аналізі характерних особливостей Суковсько-дзедзицької культури. Це була потужна міграція слов'ян, оскільки «полянське» сучасними дослідниками ідентифіковане як древлянське та інше (див. «Поляни», зміни археологічних культур в історії Києва).

## Виставка «Моя історія— Рюриковичі»
У Російській Федерації в 2014 році відбулася масштабна виставка «Моя історія — Рюриковичі» з фальсифікацією хронології історії Росії, відбулося офіційне творення міфу російської історії. Організаторами її стали Адміністрація Президента Російської Федерації, Міністерство культури Російської Федерації, Уряд Москви. Цю виставку відкрив патріарх Московської Патріархії Кирил. Разом із цим Президент Російської Федерації Путін В. В. зібрав істориків Росії на інструктаж з метою політично заангажованого переписування історії Росії. Наполеглива та традиційна російська фальсифікація пов'язана з юридичним аспектом володіння землями Рюрика династією Романових.